# Cloud Gate
Il Cloud Gate è una scultura pubblica dell'artista britannico di origini indiane Anish Kapoor e si trova al centro della AT&T Plaza nel Millennium Park a Chicago, Illinois, USA. La scultura e la AT&T Plaza si trovano tra il "Park Grill" ed il "Jay Pritzker Pavilion".
Costruito tra il 2004 ed il 2006, la scultura è soprannominata "The Bean" (in italiano "Il Fagiolo") per via della sua forma. Fatto di 168 lastre di acciaio inossidabile saldate insieme, la sua lucidissima superficie esteriore non ha saldature visibili; le sue dimensioni sono 10 m × 20 m × 13 m e pesa circa 100 tonnellate.
Il design di Kapoor è stato ispirato dal mercurio liquido e la superficie della scultura riflette distorcendo lo skyline della città. I visitatori possono passeggiare sia intorno alla scultura che sotto il suo arco di 3,7 metri, sotto cui si trova l' "omphalos" (in greco "ombelico"), una camera concava che curva e moltiplica i riflessi. La scultura racchiude molti dei temi artistici di Kapoor ed è popolare tra i turisti per l'opportunità di fare foto uniche grazie ai suoi particolari riflessi.
La scultura venne selezionata durante una competizione di design: dopo aver scelto il design di Kapoor, vennero a galla numerose preoccupazioni tecnologiche circa la difficoltà di costruzione e di assemblaggio, senza contare quelle riguardanti il mantenimento. Furono quindi consultati diversi esperti, alcuni dei quali credevano che la scultura non potesse essere assolutamente costruita. Alla fine, un metodo fattibile venne trovato, ma la costruzione della scultura rimase indietro. La scultura venne poi svelata ancora incompleta nel 2004, durante i festeggiamenti per l'apertura del Millennium Park, prima di essere nuovamente nascosta per il completamento. Il Cloud Gate fu infine inaugurato ufficialmente il 15 maggio 2006 e da allora ha guadagnato sempre più popolarità, sia a livello locale che internazionale.

## Design

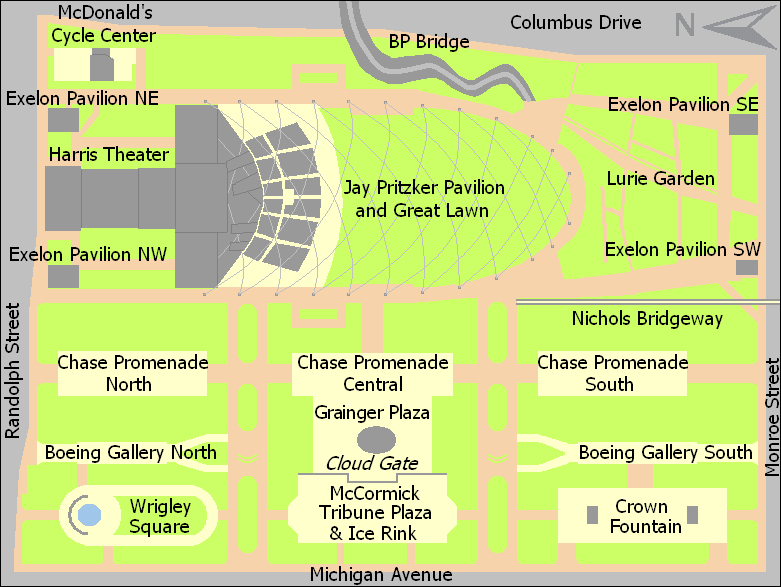
Mappa del Millennium Park

Ubicato tra il lago Michigan ad est e il "Chicago Loop" ad ovest, il Grant Park è stato dal diciannovesimo secolo il giardino di Chicago. È racchiuso tra la Monroe Street (a sud), Michigan Avenue (ovest), Randolph Street (nord) e Columbus Drive (est). Nel 2007, il parco è stata l'attrazione più visitata di Chicago dopo il "Navy Pier".
Nel 1999 i funzionari del Millennium Park ed un gruppo di collezionisti d'arte, curatori ed architetti analizzarono le opere artistiche di 30 differenti artisti e chiesero due proposte. L'artista americano Jeff Koons propose di erigere una scultura permanente di uno scivolo alto 46 metri; la sua struttura di vetro ed acciaio comprendeva un tetto panoramico a 27 metri dal suolo raggiungibile traminte ascensore. La commissione scelse invece la seconda proposta, fatta da parte di Anish Kapoor, artista internazionalmente apprezzato. Con le misure 10 m x 20 m x 13 m e con il peso di quasi 100 tonnellate, la proposta era rappresentata da una superficie liscia e senza saldature, fatta di acciaio inossidabile ispirata al mercurio liquido. Questa superficie, molto simile ad uno specchio, avrebbe riflettuto lo skyline di Chicago, ma la sua forma ellittica avrebbe distorto e piegato l'immagine riflessa. Quando i visitatori camminano intorno alla struttura, la sua superficie si comporta come uno specchio curvato e quindi distorce la loro immagine riflessa.
Sulla parte inferiore della scultura, si trova l'omphalos, una dentellatura la cui superficie a specchio crea molteplici riflessi di qualsiasi soggetto si trovi al di sotto di esso. L'apice dell'omphalos è a 8,2 metri dal terreno e la forma concava del Cloud Gate permette ai visitatori di camminare al di sotto di esso per vedere l'increspatura; durante la prima esposizione nel luglio 2004, la stampa descrisse l'omphalos come un "ventre dalla forma di cucchiaio". La scultura di acciaio inossidabile fu originariamente prevista come centro del "Lurie Garden", situato nella parte sud-est del parco, ma i funzionari del parco credevano che la scultura fosse troppo grande per quel posto e decisero di sistemarla nella "AT&T Plaza", nonostante le obiezioni di Kapoor. I grattacieli a nord lungo Randolph Street, inclusi "The Heritage", il "Smurfit-Stone Building", il "Two Prudential Plaza", il "One Prudential Plaza" e lo "Aon Center" sono visibili riflessi su entrambe le facce est ed ovest della scultura.

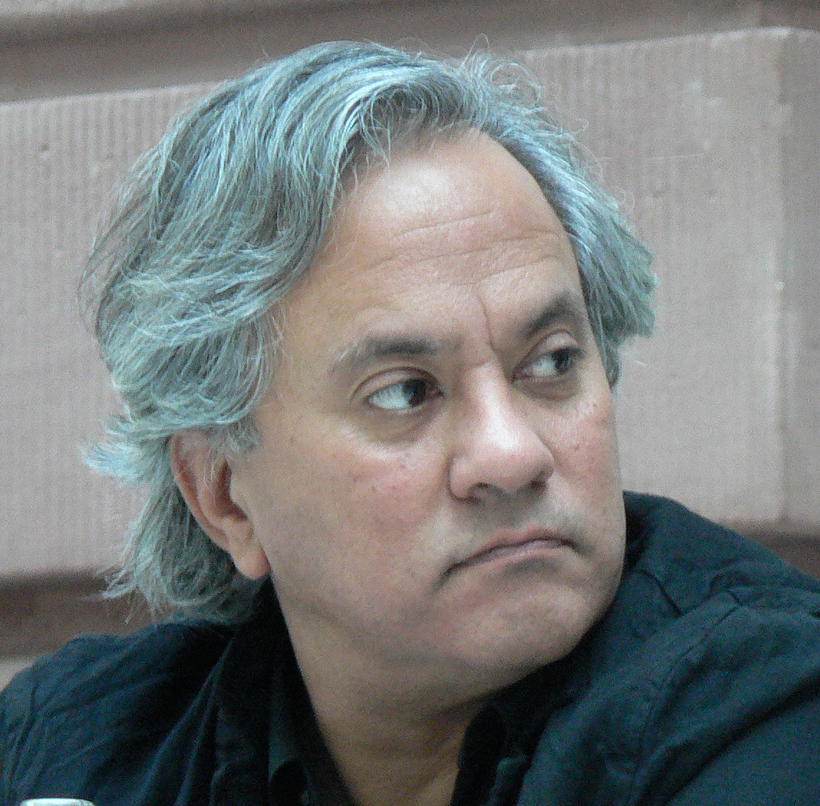
La proposta di design di Anish Kapoor fu scelta tra le opere di 30 differenti artisti.

Sebbene Kapoor non disegni con l'ausilio del computer, il modellamento computerizzato fu essenziale per il processo di analisi delle complesse forme della scultura che crearono non pochi problemi.
In particolare, crebbero le preoccupazioni che, stando all'esterno, la struttura avrebbe sofferto degli sbalzi termici stagionali, diventando d'estate rovente per il troppo calore e d'inverno così fredda che la lingua di qualcuno avrebbe potuto appiccicarvisi. Inoltre, si temeva che le importanti escursioni termiche avrebbero potuto indebolire la struttura. Altri potenziali problemi erano rappresentati dai graffiti, gli escrementi di uccelli e le impronte lasciate dalle persone, che avrebbero potuto intaccare l'estetica della superficie. Il problema più pressante era però l'esigenza di creare un'unica lamina esterna senza saldature per l'involucro esterno, una caratteristica che Norman Foster non credeva fosse facilmente realizzabile.
Mentre la scultura veniva costruita, è stata soprannominata dalla gente e dai media "The Bean" (letteralmente, "Il Fagiolo") a causa della sua forma di legume, un nome che lo stesso Kapoor definì "completamente stupido". Mesi dopo, Kapoor intitolò ufficialmente la scultura Cloud Gate. Tre quarti della superficie esterna della scultura riflette il cielo ed il nome si riferisce ad essa come se fosse un tipo di passaggio che serve da ponte collegando lo spazio tra cielo e l'osservatore. A volte, viene fatto riferimento alla scultura ed alla piazza unitamente come il Cloud Gate sulla AT&T Plaza. È la prima opera pubblica all'aperto di Kapoor negli Stati Uniti, ed è, secondo il "Financial Times", il lavoro grazie al quale è più conosciuto nel paese.

## Costruzione e mantenimento

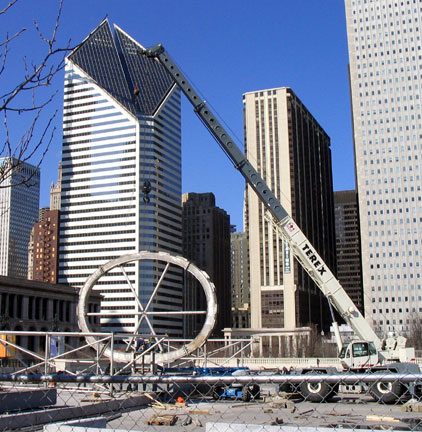
Il Cloud Gate durante la costruzione

La ditta di costruzioni inglese Atelier One e l'ingegnere Chris Hornzee-Jones (che più tardi fonderà la società Aerotrope nel 2005) fornirono il design della struttura della scultura e la società Performance Structures, Inc. (PSI) fu scelta per fabbricarla vista la loro abilità nel praticare saldature praticamente invisibili. Il progetto iniziò con il tentativo della PSI di ricreare la struttura in miniatura: Kapoor scelse un tipo di schiuma a base di poliuretano ad alta densità che fu poi utilizzata per modellare la struttura finale, compresi i componenti della struttura interna. Inizialmente, la PSI pensava di costruire ed assemblare la scultura ad Oakland, California per poi spedirla via nave a Chicago attraverso il Canale di Panama e il Saint Lawrence Seaway. L'idea venne poi scartata dopo che alcuni funzionari del parco giudicarono il tutto troppo rischioso, così la decisione fu quella di trasportare ogni singolo pannello su rimorchi ed assemblare poi la struttura sul luogo, compito poi affidato alla società MTH Industries.
Anche il peso della scultura sollevò diverse perplessità: stimare la densità dell'acciaio necessario per creare l'estetica desiderata prima della fabbricazione fu difficile. Il peso del Cloud Gate fu inizialmente stimato in 54 tonnellate ma il risultato finale è di quasi 100. Questo maggior peso ha costretto gli ingegneri a valutare e riconsiderare la struttura di supporto della scultura. Il tetto del Park Grill, su cui il Cloud Gate giace, è stato rinforzato per poter sopportare l'enorme peso. Il grande muro che separa la ferrovia locale di Chicago dal garage di North Grant Park sopporta gran parte del peso della scultura e forma inoltre la parte posteriore del ristorante: questo muro ha richiesto ulteriori sostegni prima che il pezzo potesse venir eretto. Il Cloud Gate è ulteriormente sostenuto da elementi laterali sottostanti la piazza che sono ancorati alla struttura interiore della scultura tramite aste tiranti.
Dentro al levigato guscio esterno del Cloud Gate ci sono diverse strutture d'acciaio che mantengono eretta la scultura. Il primo pezzo strutturale, formato da due anelli di acciaio inossidabile, fu posizionato nel febbraio 2004; mentre la costruzione proseguiva, dei tubi incrociati furono assemblati tra i due anelli. I tubi e le strutture portanti furono presenti solo nella fase di costruzione: la scultura, una volta terminata, non aveva più rinforzi interni. I componenti della struttura di supporto furono progettati e costruiti in maniera tale che nessun punto in particolare fosse sovraccaricato, anche per evitare involontarie grinze sul guscio esterno. Inoltre, la cornice è stata ideata per potersi espandere e contrarre per via degli sbalzi termici: come risultato, i due grossi anelli che supportano la struttura si possono muovere in modo indipendente l'uno dall'altro, permettendo al guscio esterno di muoversi.
Quando i componenti interni del Cloud Gate furono completati, i costruttori si prepararono a lavorare sulla calotta esterna che comprende 168 pannelli di acciaio inossidabile, ognuno spesso 10 mm e del peso variabile tra 450 a 910 kg. Furono fabbricati usando un software di progettazione tridimensionale. Computer e robot furono essenziali nella curvatura e nel modellamento delle placche, che fu eseguito con l'uso di calandre ed un dispositivo a scansione robotica.. Inoltre, dei rinforzi di metallo vennero saldati all'interno di ogni singolo pannello per fornire un certo grado di rigidità. Circa un terzo dei pannelli, così come l'intera struttura interna, fu fabbricato ad Oakland. I pannelli furono levigati e ricoperti con una pellicola protettiva prima di essere spediti a Chicago via camion. Una volta a Chicago, i pannelli vennero saldati insieme direttamente sul luogo con 744 metri lineari di saldature. I saldatori, per questo lavoro, usarono una macchina ibrida al laser e fiamma ossidrica. I pannelli erano stati fabbricati con una precisione tale per cui non vi fu bisogno di modifiche in fase di assemblaggio.
Quando la costruzione del guscio esterno iniziò nel giugno 2004, venne eretta una grossa tenda attorno alla scultura per proteggerla da sguardi indiscreti. La costruzione iniziò con l'omphalos, dove i pannelli furono attaccati alla struttura di acciaio interna di supporto, dall'interno della scultura andando verso il basso alla superficie esterna. Questa sequenza, una volta completata la parte inferiore, fece assomigliare la struttura ad un grande sombrero.
Il guscio fu interamente eretto per la grande manifestazione tenutasi nel Millennium Park il 15 luglio 2004, sebbene la struttura fosse non del tutto liscia e ancora da rifinire a causa di ritardi nell'assemblaggio. La scultura venne temporaneamente scoperta l'8 luglio per l'apertura, nonostante il dissenso di Kapoor per via dello stato non definitivo dell'opera. Il piano originario era quello di innalzare nuovamente il tendone per terminare la levigatura il 24 luglio, ma l'apprezzamento del pubblico per l'opera convinse i funzionari del parco a lasciarla scoperta ancora per diversi mesi. La tenda fu eretta nuovamente nel gennaio 2005 quando una squadra di 24 persone provenienti dalla International Association of Bridge, Structural, Ornamental and Reinforcing Iron Workers (un'associazione negli USA e in Canada che rappresenta i lavoratori delle aziende edili, cantieri navali e fabbriche di metallo) levigarono ogni singola saldatura tra ogni pannello. Per poter sfregare e levigare le saldature, furono eretti sei livelli di impalcature attorno ai lati della scultura, mentre le imbragature e corde furono utilizzate per le aree difficili da raggiungere.
Quando le parti superiori e laterali del guscio furono terminate, la tenda fu nuovamente rimossa nell'agosto 2005. Inoltre, il 3 ottobre dello stesso anno l'omphalos fu chiuso mentre i lavoratori finivano l'ultima sezione. Ogni singola saldatura ha subito un processo di cinque fasi, necessario per produrre l'effetto specchio tipico della scultura.
| Fase | Nome                | Equipaggiamento usato                       | Tipo di Carta abrasiva    | Scopo                                                             |
| ---- | ------------------- | ------------------------------------------- | ------------------------- | ----------------------------------------------------------------- |
| 1    | Scolpitura iniziale | Smerigliatrice elettrica da 2.3 kg e 110 mm | grana 40                  | Rimuovere le saldature di giunzione                               |
| 2    | Primi contorni      | Levigatrice ad aria da 6.8 kg e 51 mm       | grana 80, 100 e 120       | Dar forma ai contorni delle giunzioni                             |
| 3    | Scolpitura          | Levigatrice ad aria da 4.5 kg e 25 mm       | grana 80, 120, 240 e 400  | Lisciare i contorni delle giunzioni                               |
| 4    | Rifinizione         | Levigatrice a doppia azione                 | grana 400, 600 e 800      | Rimuovere i piccoli graffi lasciati dalla fase di Scolpitura      |
| 5    | Lucidatura          | Lucidatrice elettrica da 250 mm             | 4,5 kg di ossido di ferro | Levigare la superficie in modo da renderla simile ad uno specchio |

La scultura fu infine completata il 28 agosto 2005 e scoperta al pubblico il 15 maggio 2006. Il costo della scultura era stato inizialmente stimato in 6 milioni di dollari, ma è presto salito a 11,5 quando il parco ha aperto nel 2004, per arrivare alla cifra definitiva di 23 milioni nel 2006. Nell'operazione non fu coinvolto alcun fondo pubblico, provenendo tutti i finanziamenti da donazioni di privati e aziende.
Il contratto di Kapoor sostiene che la scultura sopravviverà per 1.000 anni. La parte bassa del Cloud Gate (la fascia che parte dal terreno ed arriva a 1,8 m di altezza) è pulita a mano due volte al giorno, mentre l'intera scultura viene pulita due volte all'anno con 150 litri di detergente. Oltre alle pulizie programmate, i lavori cancellano gli eventuali atti di vandalismo, tra cui si ricorda un incidente nel febbraio 2009 in cui due nomi furono incisi in lettere alte 25 mm sulla superficie nord-est della scultura. Il graffito è stato rimosso dalla stessa azienda che aveva eseguito la prima levigatura.

## Accoglienza del pubblico

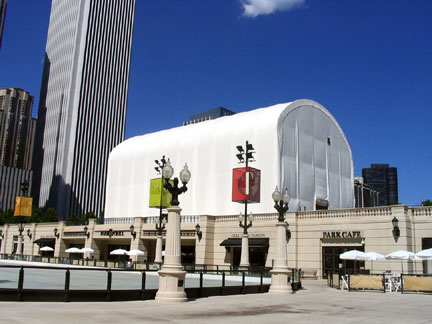
La tenda che è stata eretta per coprire il Cloud Gate mentre erano in corso le operazioni di levigatura tra il 2004 ed il 2005.

Il sindaco di Chicago Richard M. Daley dichiarò che il giorno dell'inaugurazione (15 maggio 2006) sarebbe diventato il "Cloud Gate Day". L'architetto Kapoor partecipò alla festa mentre il trombettista jazz Orbert Davis e la Chicago Jazz Philharmonic suonarono il brano "Fanfare for Cloud Gate" composta dallo stesso Davis. Per il pubblico fu un attimo farsi piacere la scultura, a cui ci si riferisce in maniera affettuosa come “The Bean” (“Il Fagiolo”).
Il Cloud Gate è diventato ormai un'opera popolare dell'arte pubblica, ed ora è diventato il protagonista di molti souvenirs come cartoline, magliette e poster. La scultura attrae tuttora un alto numero di turisti e amanti dell'arte provenienti da tutto il mondo. La scultura rappresenta il pezzo per cui l'architetto Kapoor è più conosciuto negli Stati Uniti.
Il magazine americano "Time" ha descritto l'opera come un'imperdibile opportunità di foto e molto più che una semplice opera d'arte. Il New York Times lo considera, oltre che una “calamita per i turisti”, uno “straordinario oggetto d'arte”, mentre il quotidiano USA Today fa riferimento alla scultura come un monumento di arte astratta. Il critico d'arte Edward Lifson considera il Cloud Gate come la più grande opera d'arte pubblica al mondo. La "American Welding Society" (l'organizzazione statunitense che si occupa del miglioramento delle tecniche di saldatura) premiò il Cloud Gate, la "MTH Industries" e la PSI con il premio "Extraordinary Welding Award" (in italiano, "Premio per le saldature straordinarie". Sempre il “Time” nominò il Millennium Park come una delle migliori realizzazioni del 2004, citando il Cloud Gate come una delle maggiori attrazioni del parco. La scultura è stata inoltre utilizzata come ambientazione in diverse pellicole, tra cui vi è il film del 2006 Ti odio, ti lascio, ti..., in cui alcune scene sono state rigirate in quanto la scultura era coperta all'epoca delle prime riprese.
(Anish Kapoor)
Quando il parco aprì per la prima volta nel 2004, un poliziotto fermò uno studente di giornalismo del Columbia College Chicago che stava lavorando ad un progetto fotografico sul Millennium Park ed il suo lavoro venne confiscato in quanto si temevano atti di terrorismo. Nel 2005 la scultura fu al centro di alcune controversie quando ad un fotografo professionista, in mancanza di autorizzazione, fu negato l'accesso all'opera. Come accade per tutte le opere d'arte tuttora coperte dal diritto d'autore statunitense, l'artista detiene il copyright sulla scultura. Questo permette al pubblico di fotografare liberamente il Cloud Gate, ma l'autorizzazione di Kapoor o della città di Chicago è richiesta per ogni utilizzo commerciale della sua immagine. La città inizialmente fissò le tariffe per l'utilizzo commerciale delle foto: queste erano inizialmente fissate in 350 dollari al giorno per le foto, 1.200 dollari al giorno per le riprese video e 50 dollari all'ora per servizi fotografici matrimoniali. Le regole di utilizzo vennero poi cambiate e fu stabilito che l'autorizzazione fosse necessaria solo in caso di riprese di larga scala, specificando che per queste si intendevano video e foto che richiedono equipaggiamenti particolari ed un team di almeno 10 persone.
Oltre alle restrizioni circa lo sfruttamento commerciale dell'immagine della scultura, la chiusura del parco pubblico per eventi privati suscitò molte controversie: sia nel 2005 che nel 2006, quasi tutto il Millennium Park venne chiuso per un giorno intero per permettere lo svolgimento di eventi aziendali. In entrambe le occasioni, in veste di principale attrazione del parco, il Cloud Gate è stato al centro delle controversie. Il giorno 8 settembre 2005, la casa costruttrice Toyota pagò 800.000 dollari per noleggiare buona parte del parco, incluso il Cloud Gate, dalle ore 6 alle ore 23. Il giorno 7 agosto 2006, la società americana Allstate pagò 700.000 dollari per il noleggio del parco: con quella cifra, la Allstate acquistò il diritto di esclusiva, per quel giorno, sul parco e sul Cloud Gate dopo le ore 16. Questo ha comportato che per quel giorno fosse impedito l'accesso alla scultura da parte dei turisti e tutti coloro che dovevano attraversare il parco furono costretti a trovare strade alternative. I funzionari pubblici affermarono che il denaro incassato avrebbe finanziato alcune iniziative di pubblica utilità all'interno del Millennium Park.

## Temi artistici

### Principali temi di Kapoor
(Anish Kapoor)
Anish Kapoor ha una certa reputazione per aver creato spettacoli in ambienti urbani, progettando opere di dimensioni estreme. Prima di creare il Cloud Gate, Kapoor ha creato altre opere d'arte che distorcono le immagini dell'osservatore anziché di raffigurare proprie immagini; in questo modo, l'artista ha acquisito esperienza nel confondere il confine tra limite e senza limite. Kapoor ha disegnato il Cloud Gate sulla base di esperienze passate, in particolare sul progetto del 2001 riguardante lo "Sky Mirror", uno specchio concavo di acciaio inossidabile alto 6,1 metri e del peso di 9 tonnellate, presente a New York e a Nottingham.
Le creazioni di Kapoor spesso mirano ad evocare l'immaterialità e la spiritualità, un risultato che ottiene sia scolpendo vuoti neri dentro pezzi di roccia o, più recentemente, attraverso il puro splendore ed il riflesso dei suoi oggetti. Questo lavoro dell'artista indiano non ha un'identità fissa, ma piuttosto occupa uno spazio illusionario che consiste in teologie orientali mutuate dal buddismo, induismo e taoismo, così come la visione non tridimensionale del mondo di Albert Einstein. Kapoor esplora il tema dell'ambiguità con i suoi lavori posizionando i suoi visitatori in uno stato di "centralità". L'artista spesso indaga e gioca con binomi come solidità-vacuità o realtà-riflesso, che a sua volta allude a concetti opposti come carne-spirito, entro-oltre, est-ovest, cielo-terra, ecc… che creano il conflitto tra interno ed esterno, superficiale e sotterraneo, conscio ed inconscio. Kapoor crea inoltre tensione tra gli elementi mascolini e femminili grazie alla sua arte, inserendo punti di fuoco concavi che invitano i visitatori ad entrare per poi moltiplicare la loro immagine se posizionati nel punto corretto.

### Il tema delCloud Gate
Kapoor spesso parla di rimuovere, dalle opere di ogni artista, sia la firma che ogni traccia lasciata durante la fabbricazione, o come lui preferisce chiamarle, le "tracce della mano". L'artista aspira a fare sembrare i suoi lavori come se avessero realtà indipendenti dalla nostra, che lui rivela piuttosto che creare. Per lui, il rimuovere tutte le saldature dal Cloud Gate era necessario proprio per far sembrare la scultura “perfetta” e dar l'impressione che questa sia nata pronta. Questo effetto aumenta il fascino del visitatore e gli fa immaginare cosa sia e da dove venga. I suoi tentativi di nascondere le saldature nel suo lavoro sono in netto contrasto con lo stile architettonico di altre sculture nel parco ad opera di Frank Gehry, Jay Pritzker Pavilion e BP Pedestrian Bridge che mostrano prominentemente le proprie saldature.
Il Cloud Gate è descritto come un lavoro trasformativo e convenzionale. È simile a molti altri precedenti lavori dello stesso Kapoor nei temi e nelle questioni riportate. Mentre gli effetti specchio della scultura sono reminiscenze degli specchi presenti nei parchi giochi, in realtà hanno anche un intento molto più serio: aiutano a dematerilizzare questo grosso oggetto, facendolo sembrare leggero e quasi senza peso. Il Cloud Gate è considerato inoltre il più ambizioso uso, da parte dell'artista, di specchi complessi. Kapoor sfida i propri visitatori ad internalizzare il proprio lavoro attraverso esercizi intellettuali e teorici: riflettendo il cielo, riflettendo le persone (sia chi sta visitando l'opera che chi non) e riflettendo le architetture intorno, il Cloud Gate limita i propri visitatori ad una parziale comprensione in ogni momento. L'interazione con lo spettatore che si muove per creare la propria personale visione dà l'idea di una dimensione spirituale. La scultura è inoltre descritta come una luminosa forma senza corpo, che è anche come venne definita la sua prima raccolta denominata "1000 Names" (1979-1980).
Il visitatore entra fisicamente nell'arte quando cammina al di sotto della struttura dentro il suo "ombelico". L'omphalos è una "dimensione raggrinzita di spazio fluido". Nella sua dimensione, il solido viene trasformato nel fluido in una maniera disorientativamente moltiplicativa che intensifica l'esperienza vissuta. È emblematico del lavoro di Kapoor il modo di destrutturare lo spazio empirico ed avventurarsi nelle varie possibilità dello spazio astratto. L'esperienza è descritta come un abisso virtuale composto di molteplici superfici.
Secondo quanto dichiarato dal project manager Lou Cerny delle MTH Industries, "quando la luce è quella giusta, non si riesce a capire dove finisca la scultura e dove inizi il cielo." La scultura sfida la percezione distorcendo e deformando le architetture che vi stanno attorno. I grattacieli lungo la East Randolph Street fino al limite nord-est della Two Prudential Plaza e Aon Center, a nord la One Prudential Plaza e a nord-ovest il The Heritage, Smurfit-Stone Building sono riflessi sulla superficie del Cloud Gate quando visti da est o da ovest. La scultura distorce inoltre la percezione del tempo del visitatore in quanto cambia la velocità di movimento, come accade ad esempio con le nuvole.
Sebbene nel senso convenzionale il Cloud Gate non sia un'apertura che porta dovunque nello stesso modo in cui fanno le porte monumentali, esso incornicia una visuale e la celebra come se fosse un posto cerimoniale. L'opera è accreditata della realizzazione di un nuovo livello come una transustanziazione della materia, reminiscenza di quello che l'artista ha provato durante il viaggio in India del 1979. La raccolta "1000 Names" di Kapoor si evolve immediatamente dopo questo viaggio e, 25 anni più tardi, l'artista creerà il Cloud Gate, un oggetto che emerge da forme materiali per diventare immateriale.
Spesso, Kapoor si affida a canoni dell'induismo per la realizzazione della sua arte e dice che "l'esperienza degli opposti permette l'espressione della totalità". La dualità primitive, come ad esempio il lingam e lo yoni, sono importanti nell'ambito della cultura indiana ed il Cloud Gate rappresenta proprio entrambe le doppia valenza maschile e femminile di un'entità che simboleggia sia la vagina che i testicoli, rappresentando, quindi, la tensione tra la mascolinità e la femminilità.